# Nicola Giunta
<div lang="Reggino">(Reggino)
«Chistu è u paisi aundi si perdi tuttu,
aundi i fissa sunnu megghiu i tia,
u paisi i m'incrisciu e mi 'ndi futtu
ed ogni cosa esti fissaria.»
(Nicola Giunta - incipit di "Chistu è u paisi aundi si perdi tuttu")
Nicola Giunta (Reggio Calabria, 4 maggio 1895 – Reggio Calabria, 31 maggio 1968) è stato uno scrittore e poeta dialettale italiano.
Fu un personaggio eclettico e molto attivo nella vita pubblica di Reggio Calabria durante il Novecento.

## Biografia
Interrotti gli studi liceali, Giunta si trasferì a Napoli per seguire la sua vocazione artistica di attore lirico: studiò infatti presso il Conservatorio di Napoli e successivamente fu cantante baritono in diversi palcoscenici italiani ed anche a Londra. Capì ben presto che la sua vera vocazione era quella dello scrittore. La sua esperienza teatrale fu tuttavia fondamentale per la sua formazione culturale. Secondo Antonio Piromalli, "la formazione di Giunta avvenne sotto l'influenza dei vati Carducci e D'Annunzio e nell'ambiente teatrale e artistico di Napoli: dai primi derivò l'ambizione alla poesia civile, gli acquisti retorici del classicismo; dall'ambiente napoletano l'estrosità e la melica dei suoi versi".
Tornato a Reggio, abbandonata l'attività di cantante, si dedicò a quella di scrittore, ed in particolar modo alla poesia dialettale. Nell'arco della sua vita Giunta scrisse poesie rimaste immortali nel cuore dei reggini, ritratti spesso in maniera impietosa. Infatti Giunta visse completamente la sua città, conosceva i reggini in tutte le sfaccettature, amava i loro pregi ed i loro difetti, le loro manie e le loro grandezze.
La vita di Giunta fu travagliata e per certi versi molto amara, dunque la sua poesia è "impietosa" con i propri concittadini anche per questa ragione. Ne è di esempio un aneddoto che lo riguarda, accaduto durante il periodo del regime fascista. Si racconta  che un gruppo di squadristi (guidati da un fanatico fascista di nome Pitea) lo arrestò, portandolo nei pressi di Piazza Garibaldi a Reggio Calabria, e lo obbligò a bere l'olio di ricino. Fu allora che gridò una delle sue frasi rimaste più celebri: "Purgo il corpo ma non lo spirito". Sotto queste pressioni incalzanti delle autorità fasciste, si iscrisse al partito fascista, per poi lasciarlo dopo soli tre giorni. Dopo la caduta del fascismo, aderì alle idee e ai valori della sinistra.
Giunta divenne direttore della Biblioteca civica di Reggio Calabria (oggi Biblioteca Pietro De Nava) dove, durante la sua attività ebbe modo di conoscere diversi intellettuali italiani, tra cui Benedetto Croce, Guido Mazzoni, Raffaele Corso e Giuseppe Casalinuovo.

## L'opera
Nicola Giunta fu precursore nel biasimare il cattivo gusto dei reggini, nel condannarne le cattive abitudini e nello stigmatizzarne la natura antropologica: egli dipinse la forma mentis del reggino meglio di chiunque altro abbia precedentemente provato a farlo:
(Luigi Lucritano, storico reggino)
Grazie all'ironia e all'uso del vernacolo, il poeta riuscì meglio di molti altri a vedere nei meandri della psicologia dei suoi concittadini, esplorando verità universali e fondamentali che fanno parte dell'intero genere umano, e non solo del cittadino di Reggio di cui Giunta fa satira per dare segno di un'attenzione a quella che è una condizione del tutto umana.
I reggini, che egli tanto odia ed ama, finiscono col divenire la sua vita e la sua opera: un ossimoro che contraddistingue la letteratura calabrese del XX secolo.
Nicola Giunta ha lasciato la sua ricca produzione di poesia dialettale ordinata e suddivisa in raccolte, di cui egli stesso curò il frontespizio. Non lasciò comunque un allestimento completo e definitivo di tutte le raccolte. Dopo la sua morte, le carte furono salvate dalla distruzione e consegnate alla Biblioteca Civica di Reggio Calabria. Successivamente Giuseppe Ginestra (poeta dialettale reggino, amico di Giunta) le riordinò in modo preciso.

### Opere di Nicola Giunta
- Nicola Giunta, Reghion (1946), Edizioni Giuli Reggio Calabria, 1946, prima edizione; raccolta di poesie in italiano dedicate a Reggio Calabria
- Nicola Giunta, Fauliata (1946), Rhegium Julii Reggio Calabria, 1986
- Nicola Giunta, "Poesie dialettali", Antologia a cura di Antonio Piromalli (seconda edizione con aggiunte), Gangemi Editore, Roma, 1995, ISBN 88-7448-613-8
- Intervento sul numero dedicato a Vittorio Butera della rivista "Scrittori calabresi" - Pag. 36 - gennaio/aprile 1956;
- Nicola Giunta, prefazione al libro di Raffaele Sammarco Poesie Edizioni Febea Reggio Calabria 1956

### Critica
- AA.VV., "Nicola Giunta, l'uomo, l'opera", a cura dell'Amministrazione comunale di Reggio Calabria, 1980.
- M. Chiesa e G. Tesio, "Le parole di legno. Poesie in dialetto del Novecento italiano", Milano, 1958;
- "Poesia dialettale dal Rinascimento ad oggi", edito da G. Spagnoletti e C. Viviani.
- Antonio Piromalli, "La letteratura calabrese", Pellegrini Editore, Cosenza, 1996, Vol. 2, pag. 165 - 174
- Emiliano Scappatura, "Breve storia della poesia dialettale nella Reggio del dopoguerra", Città del Sole, Reggio Calabria, 2012